# Оннюд-Ци
Оннюд-Ци (кит. упр. 翁牛特旗, пиньинь Wēngniútè qí) — хошун городского округа Чифэн Автономного района Внутренняя Монголия (КНР). Название хошуна в переводе означает «Знамя оннигутов».

## История
Когда в первой половине XVII века чахарские монголы покорились маньчжурам, то последние ввели среди монголов свою восьмизнамённую систему, и в 1636 году монголы-оннюды были разделены на два «знамени» (по-монгольски — хошуна); в этих местах оказался хошун Оннюд-Цзоици (翁牛特左翼旗, «Знамя оннюдов левого крыла»).
После образования Китайской республики эти земли вошли в состав провинции Жэхэ. В 1933 году провинция была захвачена японцами, которые передали её марионеточному государству Маньчжоу-го. В 1937 году хошун был переименован в Оннюд-Цзоци (翁牛特左旗, «Левое знамя оннюдов»). В 1942 году власти Маньчжоу-го перевели эти земли в состав провинции Хинган.
После Второй мировой войны эти места стали ареной противоборства КПК и Гоминьдана. В 1947 году хошун был переименован в Вэнъао-Ляньхэци (翁敖联合旗, «Объединённое знамя оннюдов и аоханов»). В 1949 году хошун вошёл в состав аймака Джу-Уд (昭乌达盟) Автономного района Внутренняя Монголия, получив при этом своё современное название. В 1969 году он вместе с аймаком перешёл в состав провинции Ляонин, в 1979 году возвращён в состав Внутренней Монголии. В 1983 году аймак был преобразован в городской округ Чифэн.

## Административное деление
Хошун Оннюд-Ци делится на 8 посёлков, 2 волости и 4 сомона.